# Appollen S1
Appollen S1 是Appollen的一款量产新能源跑车。

## 参数
四轮驱动
，97.9kWh锂离子电池，0到100公里加速3.3秒，续航500公里，最高时速210公里。